# Champdray
Champdray település Franciaországban, Vosges megyében. Lakosainak száma 192 fő (2022. január 1.). Champdray Jussarupt, Laveline-du-Houx, Liézey, Rehaupal és Granges-Aumontzey községekkel határos.

## Népesség
A település népességének változása:
| Lakosok száma | 163  | 178  | 179  | 179  | 183  | 187  | 191  | 190  | 192  |
|               | 2013 | 2015 | 2016 | 2017 | 2018 | 2019 | 2020 | 2021 | 2022 |